# Bistum Chiang Rai
Das Bistum Chiang Rai (lateinisch Dioecesis Chiangraiensis, Thai: สังฆมณฑลเชียงราย) ist eine in Thailand gelegene römisch-katholische Diözese mit Sitz in Chiang Rai.

## Geschichte
Das Bistum Chiang Rai wurde am 25. April 2018 durch Papst Franziskus aus Gebietsabtretungen des Bistums Chiang Mai errichtet und dem Erzbistum Bangkok als Suffraganbistum unterstellt. Erster Bischof wurde Joseph Vuthilert Haelom.
Das Bistum Chiang Rai umfasst die Provinzen Chiang Rai, Nan, Phayao und Phrae sowie das Amphoe Ngao der Provinz Lampang.